# Biblioteca civica Giovanni Canna
 La Biblioteca civica Giovanni Canna è la principale istituzione culturale del Monferrato casalese e con i suoi 350.000 volumi è una delle più importanti del Piemonte.

## Storia

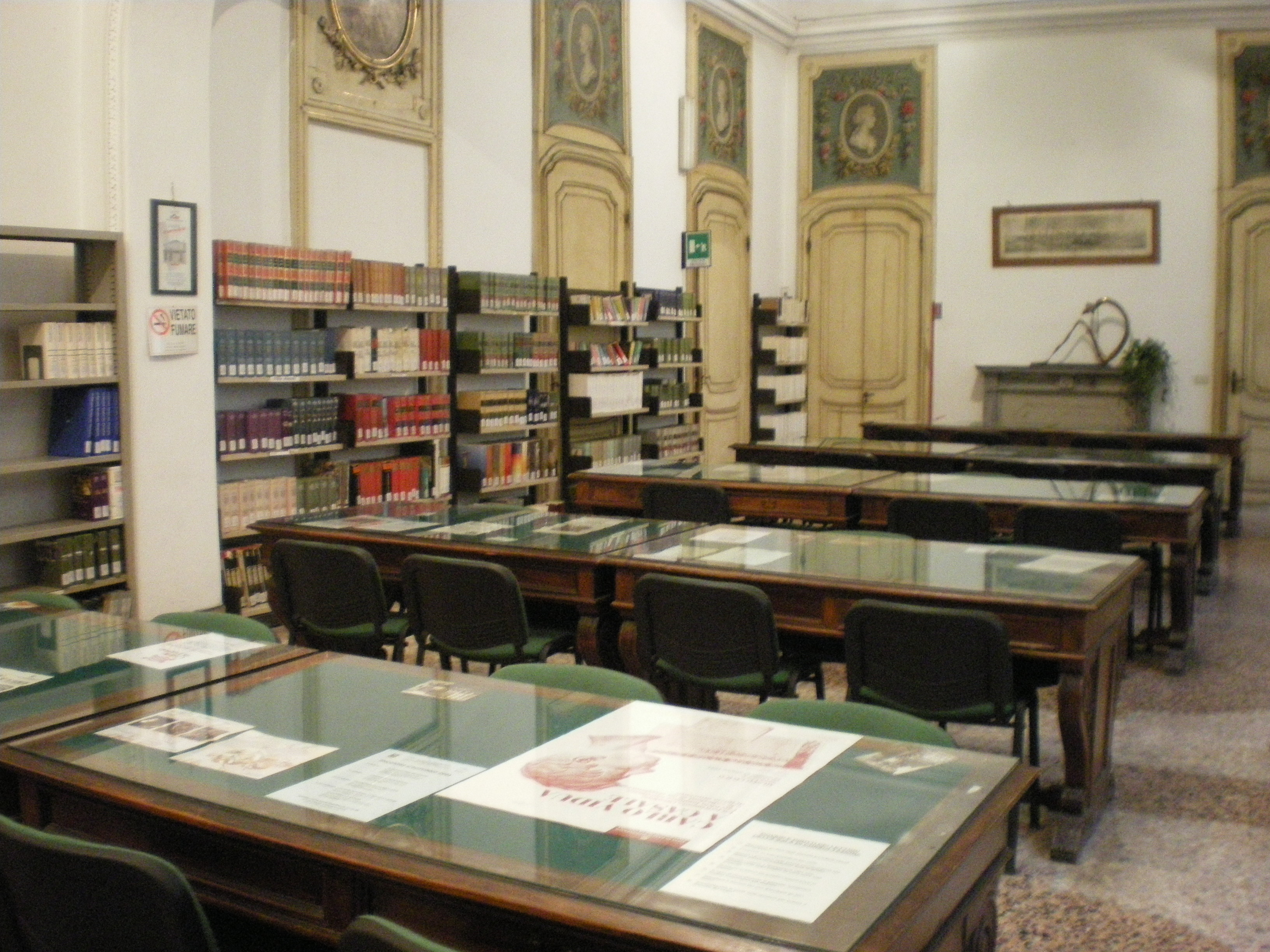
La sala studio

La storia della biblioteca inizia nel 1915, quando alla morte del professor Giovanni Canna, docente di Antichità Classiche presso l'Università di Pavia, l'amministrazione comunale acquistò per 1.000 lire la sua ricca biblioteca. Dopo diverse discussioni e atti preparatori, la biblioteca iniziò ufficialmente l'attività di prestito al pubblico alla fine del 1917.
Al primo nucleo di volumi si aggiunsero ben presto altri lasciti di famiglie casalesi, quello dell'avvocato Francesco Lanza e del professor Evasio Dealessi.
La sede della Biblioteca fu inizialmente collocata al pian terreno del Palazzo Trevigi nella via omonima, nei locali dell'allora Liceo Trevisio; nel 1922 si aggiunse il contiguo Palazzo Natta di Alfiano, donato all'Ente Trevisio.
Nel 1922 la Biblioteca si acquisì il Fondo librario dell'Ente Leardi.
Dopo il 1924 Giuseppe Giorcelli e Flavio Valerani offrirono le proprie biblioteche famigliari e fu temporaneamente depositato il fondo degli eredi di Francesco Negri, che divenne definitivamente patrimonio della biblioteca negli anni sessanta.
Questi lasciti, tutti molto consistenti, hanno creato un prezioso corpus di volumi e documenti che rappresentano una preziosa testimonianza sulla città culturale e gli interessi delle ricche famiglie casalesi tra Ottocento e Novecento.
La biblioteca cominciò a diventare un punto di riferimento culturale per la città solo nel secondo dopoguerra: fu aumentato il personale, furono ammodernati gli arredi e furono destinate importanti risorse economiche per l'acquisto di libri, che consentirono di aumentare e diversificare il patrimonio, fino ad allora riguardante prevalentemente la cultura umanistica. Proprio in quegli anni venne iniziata la prima catalogazione sistematica secondo i criteri della Classificazione Decimale Dewey, e si organizzò il catalogo con schede in cassettiere metalliche.
Negli stessi anni la biblioteca aprì le porte alle associazioni culturali (il primo fu il Circolo Gobetti) e all'arte con l'organizzazione di mostre.
Nel 1968 la dotazione era ormai di tutto riguardo, tale da far risultare la sede originaria troppo piccola: l'amministrazione comunale decise il recupero di Palazzo Langosco, che nel 1969 divenne la nuova sede. Il palazzo che fu dei conti Langosco di Langosco, fu ricostruito nel 1776 su una fondazione quattrocentesca, su progetto di Giovanni Battista Borra, con il contributo artistico del pittore veronese Francesco Lorenzi.
Qui il fondo fotografico di Francesco Negri trovò un'appropriata sistemazione; si proseguì nella raccolta di importanti fondi archivistici e documentari, tanto da poter costituire la sede dell'archivio storico comunale; la biblioteca per ragazzi trovò sempre qui la propria collocazione, fino al 2009, anno in cui è stata trasferita nella sede ristrutturata del Castello con la denominazione di "Biblioteca dei Ragazzi e delle Ragazze Emanuele Luzzati".
Nel corso del tempo continuarono le donazioni di importanti fondi librari: quello dell'ingegner Signorini, del senatore Brusasca, della Biblioteca Agraria Ottavi, di Augusto Caprioglio, del professor Giovanni Reggio, del professor Giuseppe Spina.

## Patrimonio librario

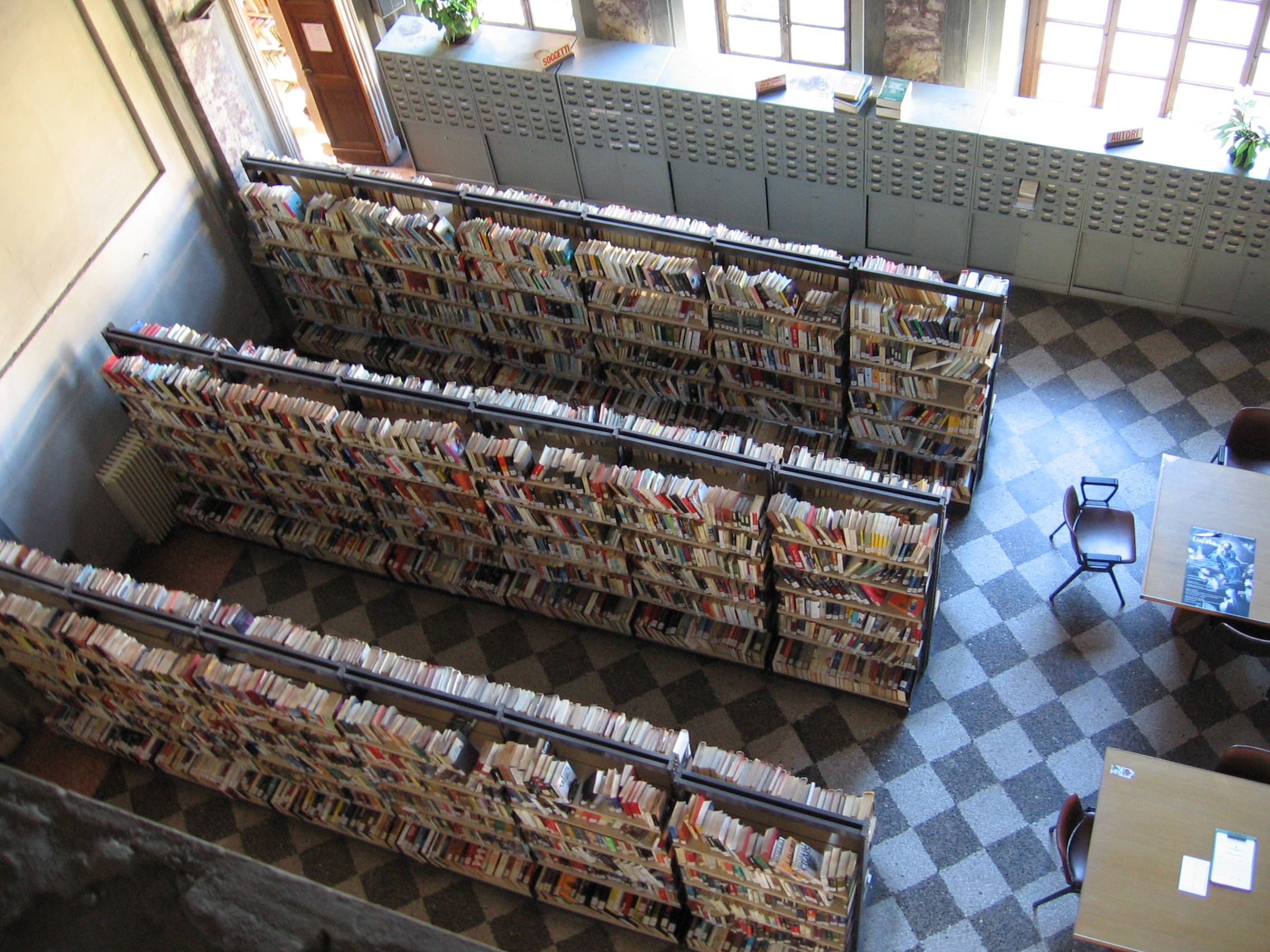
Sala del Senato

Oggi l'entità del patrimonio librario è eccezionale, sia per la quantità dei volumi posseduti (circa 350.000) che per la qualità dei medesimi (12 incunaboli e 1.083 cinquecentine), e una grande quantità di opere di grande pregio edite nei secoli XVII, XVIII, XIX. Il patrimonio non riguarda più soltanto i libri: una ricca emeroteca raccoglie 29 testate locali a partire dal 1848, oltre naturalmente ai periodici nazionali. A questo si aggiungono raccolte di audiolibri, e-book, CD, DVD, CD-Rom, VHS e vinili.

## Palazzo Langosco
Il Palazzo Langosco si amalgama con le diverse costruzioni costituenti il grande complesso di Santa Croce, ex convento degli Agostiniani. Acquisendo l'edificio, una fondazione quattrocentesca, i conti di Langosco apportarono importanti modiﬁche alla situazione preesistente. La parte più pregevole (scalone d'onore a due rampe e salone d'ingresso) fu costruita nel 1776 su disegno di Giovanni Battista Borra, con il contributo artistico del pittore veronese Francesco Lorenzi. Nel palazzo, al tempo dei Gonzaga, aveva sede il Senato Casalese e come Salone del Senato è tuttora indicata la grande sala, restaurata negli anni sessanta, che costituisce l'ingresso della biblioteca.

## Sistema bibliotecario
La Biblioteca civica Giovanni Canna è la biblioteca centro-rete del Sistema Bibliotecario del Monferrato.